# 徐涛 (1955年)
徐涛（1955年10月2日—），女，汉族，中华人民共和国政治人物，吉林大学机械科学与工程学院教授，中国国民党革命委员会党员，第十一届全国政协委员。现担任民革中央委员、吉林省委副主委。

## 生平
1996年毕业于吉林工业大学，获工学博士学位。
2008年，当选第十一届全国政协委员，代表中国国民党革命委员会，分入第三组。2018年1月，当选第十三届全国政协委员。